# William Brown (Ingenieur)
William Christopher Brown (* 16. September 1928 in Beech House, Croesyceiliog, Monmouthshire; † 16. März 2005 in London) war ein britischer Bauingenieur, bekannt für Brückenbauten. Von ihm stammt das innovative und international einflussreiche Tragwerksdesign der Fahrbahnträger der Severn-Brücke.

## Leben
Brown war der Sohn eines Tischlers, besuchte die Monmouth School und studierte Bauingenieurwesen am University College Southampton und am Imperial College (bei Alfred Pippard, S. R. Sparkes). Dort forschte er über Ausbeulen von Metallplatten im konstruktiven Ingenieurbau, was zu seiner ersten Veröffentlichung 1956 führte.  Er war ab 1951 beim 1857 gegründeten Ingenieurbüro Freeman Fox & Partners,  mit John Taylor and Sons zu Hyder Consulting fusionierten. 1985 zog er sich bei Freeman Fox zurück. 1987 gründete er sein eigenes Ingenieurbüro Brown Beech and Associates (wobei Beech für den Ort stand, aus dem er herkam).
Am Anfang seiner Karriere war er mit Gilbert Roberts, der nach dem Krieg führend an der Etablierung des Baus von Straßenbrücken (Hängebrücken) großer Spannweite in Großbritannien war,  Tragwerksplaner bei der 1959 eingeweihten Auckland Harbour Bridge, und er war mit Gilbert Tragwerksplaner der 1957 eingeweihten Adomi-Brücke in Ghana über den Volta-Fluss und war an der Bauausführung vor Ort als zweiter Ingenieur unter Halcrow. Er arbeitete danach eng mit Gilbert zusammen und übernahm bei dessen Ruhestand 1969 dessen Ingenieursteam bei Freeman Fox. 1970 wurde er Partner bei Freeman Fox.
Brown war neben Gilbert Roberts der Tragwerksplaner der 1964 eingeweihten Forth Road Bridge, der ersten Straßenbrücke über den Firth of Forth, über den zuvor nur eine Eisenbahnbrücke, die berühmte 1890 eröffnete Forth Bridge, in der Nähe führte. Mit einer Gesamtlänge von 2512 m und einer längsten Spannweite von 1006 m war sie damals die längste Hängebrücke außerhalb der USA.

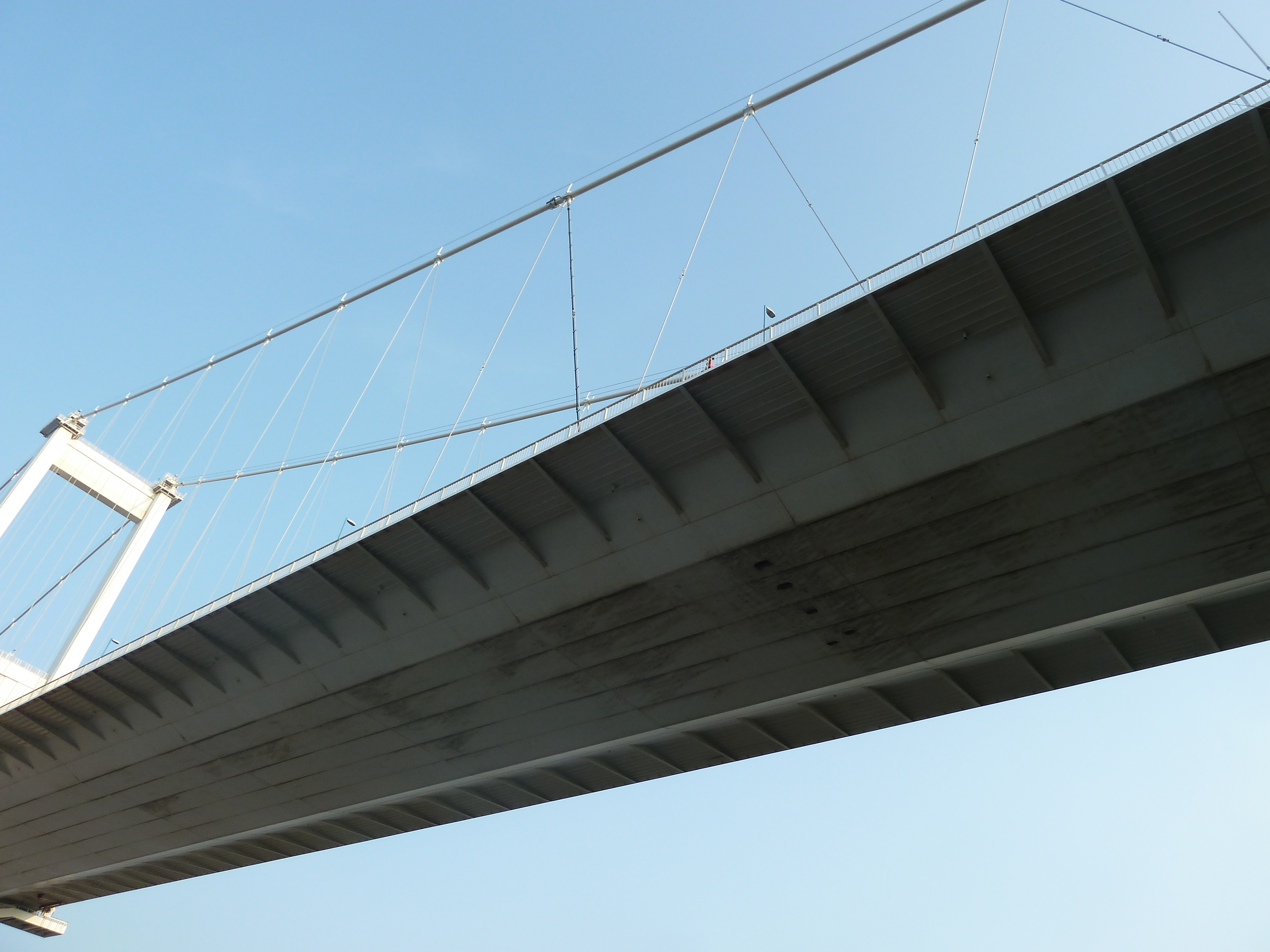
Hohlkastenprofil der Severn-Brücke

Am bekanntesten und einflussreichsten wurde seine Lösung eines damals akuten Problems für Hängebrücken, die stetigen Seitenwinden ausgesetzt waren und sich, wie sich bei der Tacoma-Narrows-Brücke gezeigt hatte, durch Aufschaukeln der Schwingungen (aerodynamisches Flattern) der Brücke aufgrund von Wirbelablösung selbst zerstören konnten. Die von Brown bei der Severn-Brücke (Eröffnung 1966) gefundene Lösung war ein umgekehrtes Flugzeugflügel-Profil für den Fahrbahnträger in Form eines Stahlhohlkastens, wobei die umströmte Luft keinen Auftrieb nach oben erzeugte, sondern nach unten. Ursprünglich war ein Fachwerkdesign wie bei der Forth Road Bridge vorgesehen, es fiel aber bei den Windkanaltests durch. Durch den Hohlkasten wurde auch eine Gewichtsersparnis um ein Viertel ermöglicht gegenüber dem Fachwerkentwurf. Brown optimalisieret das Profil bei seinen späteren Brückenprojekten. 1974 entwarf er dafür einen eigenen Windkanal, der 1988 ausgebaut wurde. Für die Severn Bridge erhielten Roberts und Brown 1969 den ersten jährlich verliehenen MacRobert Award.
Weitere Projekte bei Freeman Fox, an denen er beteiligt war, waren:
- Brücke der Märtyrer des 15. Juli über den Bosporus (die erste Bosporus-Brücke)
- Humber-Brücke
- Erskine Bridge über den Fluss Clyde in Schottland. Brown war Tragwerksplaner. Die Hängebrücke mit 1321 m Länge (längste Spannweite 305 m)  wurde 1971 eingeweiht.
- West Gate Bridge in Melbourne, eröffnet 1978, Tragwerksplaner. Beim Bau kam es 1970 zu einem Teileinsturz, wobei in der angeschlossenen Untersuchung Freeman Fox eine Teilschuld gegeben wurde. Das war – zusammen mit dem Teileinsturz während des Baus der Milford Haven Bridge im selben Jahr – ein Rückschlag für den Ruf von Freeman Fox als einer der führenden Brückenbauer. Das führte 1974 zum Merrison Report für Hohlkastenbrücken mit der Forderung nach zusätzlicher Forschung für neue Bauvorschriften und unabhängige Prüfung der Entwürfe.
- Fatih-Sultan-Mehmet-Brücke, die zweite Brücke über den Bosporus, 1988 vollendet. Brown war Tragwerksplaner und ausführender Ingenieur (resident partner of construction 1972/73). Dies war auch das letzte große Brückenprojekt von Brown.

Bei der Storebæltsforbindelsen über den großen Belt kam eine von Brown entwickelte Kabelspinn-Methode mit kontrollierter Dehnung zum Einsatz. Seine Innovationen in der Kabelspinntechnik führten zu erheblichen Kosteneinsparungen.
Von ihm stammt auch ein Entwurf für die Brücke über die Straße von Messina, der aber wie viele andere Entwürfe hierfür nicht realisiert wurde. Kernstück der Hängebrücke mit 3300 m Spannweite waren Multi-Hohlkastenkonstruktionen von Brown für den Fahrbahnträger. Brown war schon als leitender Ingenieur ausgewählt worden, ein Regierungswechsel in Italien verhinderte aber die Ausführung.
1966 wurde er OBE und 1977 Royal Designer for Industry. 1983 bis 1985 war er Master der Faculty of Royal Designers of Industry. 1987 wurde er Fellow des Imperial College und 1978 Honorary Fellow des Royal Institute of British Architects.